# Green Harbor
Green Harbor es un lugar designado por el censo ubicado en el condado de Plymouth en el estado estadounidense de Massachusetts. En el Censo de 2020 tenía una población de 394 habitantes y una densidad poblacional de 345,61 habitantes por km². Fue incluido como CDP en el censo de 2020. 

## Geografía
Green Harbor se encuentra ubicado en las coordenadas 42°04′27″N 70°38′54″O / 42.07417, -70.64833. Según la Oficina del Censo de los Estados Unidos,  tiene una superficie total de 1,14 km², de la cual 0,86 km² corresponden a tierra firme y 0,28 km² a agua.